# Тоні Фаделл
Тоні Фаделл (англ. Anthony M. Fadell; 1969) — лівансько-американський винахідник, колишній старший директор департаменту з розробки та випуску плеєра iPod від Apple.
У корпорації Apple Тоні почав кар'єру у відділі спецпроєктів і дослужився до старшого віце-президента підрозділу iPod.

## Віхи біографії
- Закінчив університет штату Мічиган. З 1992 по 1995 рік працював у компанії Magic розробником, очолював розробку операційної системи Magic Cap.
- У 1995 році його найняла компанія Philips, де він заснував свою групу мобільних обчислювальних систем і працював головним технологом і директором з техніки. Він розробив ряд ручних послуг на базі Windows CE, зокрема PDA Philips Velo та Nino. Далі Фаделл став віце-президентом Philips Strategy and Ventures, де очолив розробку цифрової аудіо стратегії Philips.

- У липні 1999 року Фаделл заснував власну компанію під назвою Fuse щоб розробити 'Dell для споживацької електроніки'. Один з пристроїв — невеликий музичний програвач на жорсткому диску. Fuse, однак, не зумів знайти другий раунд фінансування, і Фаделл почав вивчати можливості розробки продукту в інших компаніях.

- 2001 — Тоні приєднався до команди Apple.

Фаделл почав працювати в Apple у лютому 2001 року як підрядник, який розробляв iPod та планував стратегію аудіопродуктів Apple. У той час він створив концепцію та початковий дизайн iPod. У квітні 2001 року його найняла компанія Apple для збору і керування своєю групою iPod. Йому доручили керування розробкою та виробництвом пристроїв iPod та iSight. 2004 року Фаделла висунуто на посаду віце-президента IPod інжинірингу і 14 жовтня 2005 року Apple оголосила, що Фаделл замінить відставного Джона Рубінштейна на посаді старшого віце-президента відділу iPod 31 березня 2006 року.
- 2008 — після кількох конфліктів зі Стівом Джобсом та його наближеним з відділу програмного забезпечення Скотом Форстоллом Фаделл пішов із Apple.
- 2010 — Тоні заснував з нуля власну компанію з виробництва побутової електроніки — Nest. У 2014 її купив Гугл за 3,2 млрд доларів.

## Цікаві факти
- Працюючи в Apple Тоні познайомився там з Даніель Ламбер (Danielle Lambert). При знайомстві вона була одним з топ-менеджерів відділу кадрів і з часом зайняла в Apple високий пост віце-президента з персоналу. Пара одружилася і майже 10 років працювала в Apple.[5]
- Коли Тоні пішов з Apple, Стів Джобс тримав його при собі радником близько року. Фаделлу видали річну зарплату в розмірі 300 000 доларів і пакет акцій на суму понад 8 мільйонів, лише б він не працював на конкурентів.

## Нагороди і визнання
- (2012) Alva Award, «The Next Great Serial Inventor»
- (2012) Vanity Fair, Next Establishment list
- (2013) Business Insider, Top 75 Designers in Technology
- (2013) Fast Company, 100 Most Creative People
- (2013) CNBC, Top 50 Disruptors
- (2013) Fortune, Trailblazers: 11 people changing business[6]
- (2014) Fortune, The World's Top 25 Eco-Innovators[7]
- (2014) TIME Magazine, 100 Most Influential People in the World[8]
- (2014) CNN, CNN 10: Thinkers[9]